# Heinrich Wilhelm Michel
Heinrich Wilhelm Michel (* 15. Juni 1828 in Schmalkalden; † 23. August 1898) war Bürgermeister in Schmalkalden und Abgeordneter des Kurhessischen Kommunallandtages.

## Leben
Heinrich Wilhelm Michel wurde als Sohn des Adam Georg Michel und dessen Gemahlin Christine Elisabeth Uttendörfer geboren. Nach seiner Schul- und Berufsausbildung betrieb er ein Eisenwarengeschäft. Der Schmalkaldische Bürgermeister Johann Julius Louis Burhenne ernannte ihn im Jahre 1874 zu seinem Stellvertreter. Noch im selben Jahr wurde er für die Dauer von acht Jahren zum Bürgermeister der Stadt gewählt. Nahezu einstimmig wurde er am 28. Mai 1874 in indirekter Wahl zum Abgeordneten des Kurhessischen Kommunallandtages des Regierungsbezirks Kassel gewählt. Er blieb bis 1879 in dem Parlament, wo er Mitglied des Hauptausschusses war. Gesundheitliche Gründe zwangen ihn 1880, sein Handelsgeschäft aufzugeben. Im Jahr darauf legte er sein Bürgermeisteramt aus gleichen Gründen nieder. Er zog mit seiner Frau nach Bonn und lebte von 1887 an in Detmold. Sein Nachfolger als Abgeordneter wurde Carl Christian Friedrich Uttendörfer.